# Linxe
Linxe (en gascon Linça) est une commune du Sud-Ouest de la France, située dans le département des Landes (région Nouvelle-Aquitaine).

## Géographie

### Localisation
Commune située dans les Landes de Gascogne en Marensin à 130 km de Bordeaux, 80 km de Biarritz,  11 km de l'océan Atlantique, et 11 km de l’autoroute A63 (anciennement N 10 ; mise aux normes autoroutières en 2013).
La gare ferroviaire de Dax est à 30 km, et  l'aéroport de Biarritz à 80 km.

### Communes limitrophes
Les communes limitrophes sont Castets, Lesperon, Lévignacq, Lit-et-Mixe, Saint-Michel-Escalus et Vielle-Saint-Girons.
| Lit-et-Mixe         | Lévignacq            | Lesperon |
| Vielle-Saint-Girons | Linxe                | Castets  |
|                     | Saint-Michel-Escalus |          |

### Hydrographie
Le village est traversé par le Binaou, petit ruisseau qui se jette dans l'étang de Léon.

### Climat
Pour des articles plus généraux, voir Climat de la Nouvelle-Aquitaine et Climat des Landes.
Historiquement, la commune est exposée à un climat océanique aquitain.  
En 2020, Météo-France publie une typologie des climats de la France métropolitaine dans laquelle la commune est exposée à un climat océanique et est dans la région climatique  Littoral charentais et aquitain, caractérisée par une pluviométrie élevée en automne et en hiver, un bon ensoleillement, des hiver doux (6,5 °C), soumis à la brise de mer.
Pour la période 1971-2000, la température annuelle moyenne est de 13,4 °C, avec une amplitude thermique annuelle de 13,2 °C. Le cumul annuel moyen de précipitations est de 1 271 mm, avec 13,2 jours de précipitations en janvier et 7,9 jours en juillet. Pour la période 1991-2020, la température moyenne annuelle observée sur la station météorologique la plus proche, située sur la commune de Rion-des-Landes à 26 km à vol d'oiseau, est de 13,7 °C et le cumul annuel moyen de précipitations est de 1 182,9 mm,. Pour l'avenir, les paramètres climatiques de la commune estimés pour 2050 selon différents scénarios d'émission de gaz à effet de serre sont consultables sur un site dédié publié par Météo-France en novembre 2022.

## Urbanisme

### Typologie
Au 1er janvier 2024, Linxe est catégorisée bourg rural, selon la nouvelle grille communale de densité à sept niveaux définie par l'Insee en 2022.
Elle est située hors unité urbaine. Par ailleurs la commune fait partie de l'aire d'attraction de Castets, dont elle est une commune de la couronne,. Cette aire, qui regroupe 2 communes, est catégorisée dans les aires de moins de 50 000 habitants,.

### Occupation des sols

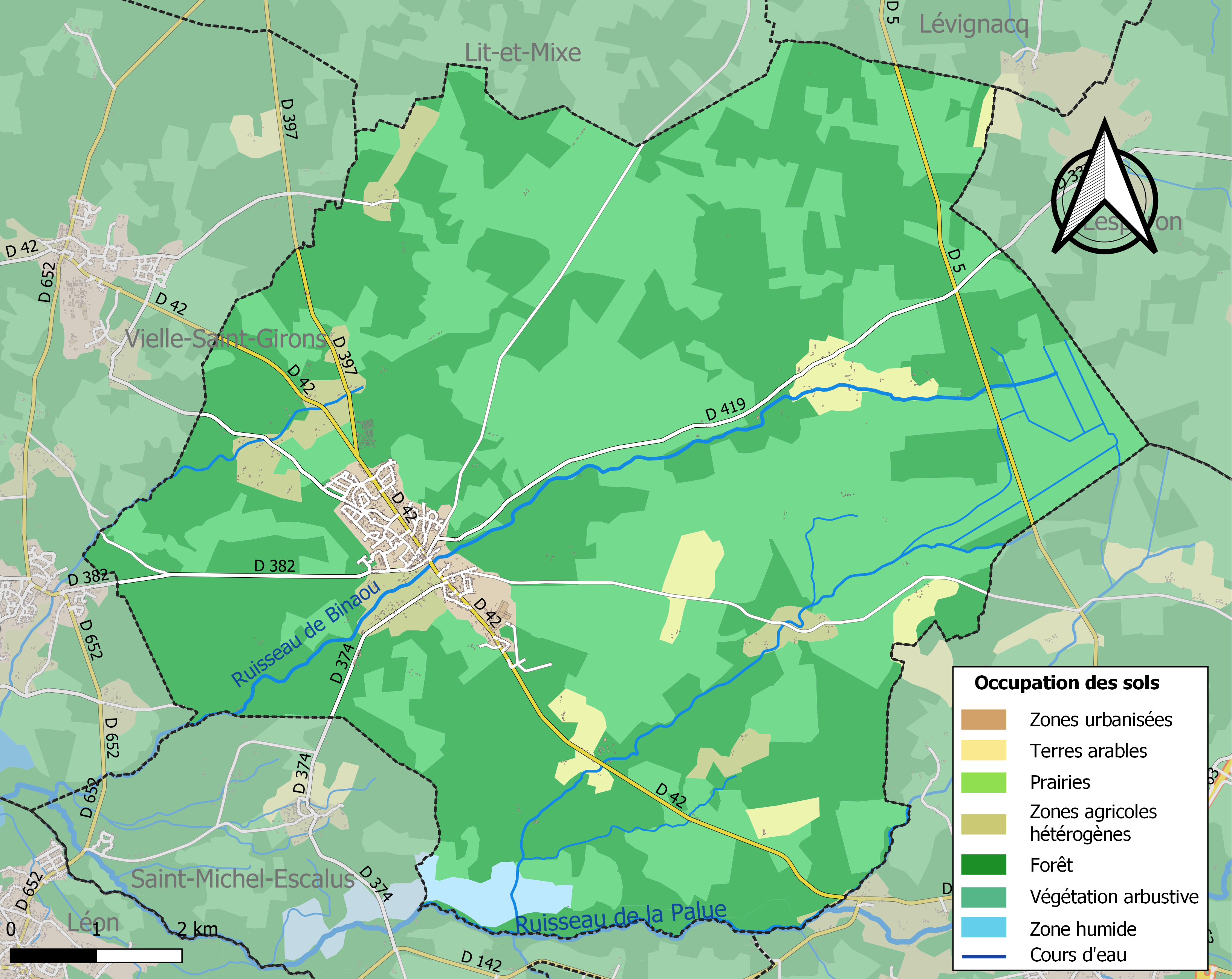
Carte des infrastructures et de l'occupation des sols de la commune en 2018 (CLC).

L'occupation des sols de la commune, telle qu'elle ressort de la base de données européenne d’occupation biophysique des sols Corine Land Cover (CLC), est marquée par l'importance des forêts et milieux semi-naturels (90,6 % en 2018), en diminution par rapport à 1990 (94 %). La répartition détaillée en 2018 est la suivante : forêts (46,5 %), milieux à végétation arbustive et/ou herbacée (44 %), zones agricoles hétérogènes (3,3 %), terres arables (2,9 %), zones urbanisées (2,2 %), zones humides intérieures (1 %). L'évolution de l’occupation des sols de la commune et de ses infrastructures peut être observée sur les différentes représentations cartographiques du territoire : la carte de Cassini (XVIIIe siècle), la carte d'état-major (1820-1866) et les cartes ou photos aériennes de l'IGN pour la période actuelle (1950 à aujourd'hui).

### Risques majeurs
Le territoire de la commune de Linxe est vulnérable à différents aléas naturels : météorologiques (tempête, orage, neige, grand froid, canicule ou sécheresse), feux de forêts, mouvements de terrains et séisme (sismicité très faible). Il est également exposé à un risque technologique,  le transport de matières dangereuses. Un site publié par le BRGM permet d'évaluer simplement et rapidement les risques d'un bien localisé soit par son adresse soit par le numéro de sa parcelle.

#### Risques naturels
Linxe est exposée au risque de feu de forêt. Depuis le 20 avril 2016, les départements de la Gironde, des Landes et de Lot-et-Garonne disposent d’un règlement interdépartemental de protection de la forêt contre les incendies. Ce règlement vise à mieux prévenir les incendies de forêt, à faciliter les interventions des services et à limiter les conséquences, que ce soit par le débroussaillement, la limitation de l’apport du feu ou la réglementation des activités en forêt. Il définit en particulier cinq niveaux de vigilance croissants auxquels sont associés différentes mesures,.
Les mouvements de terrains susceptibles de se produire sur la commune sont des tassements différentiels.

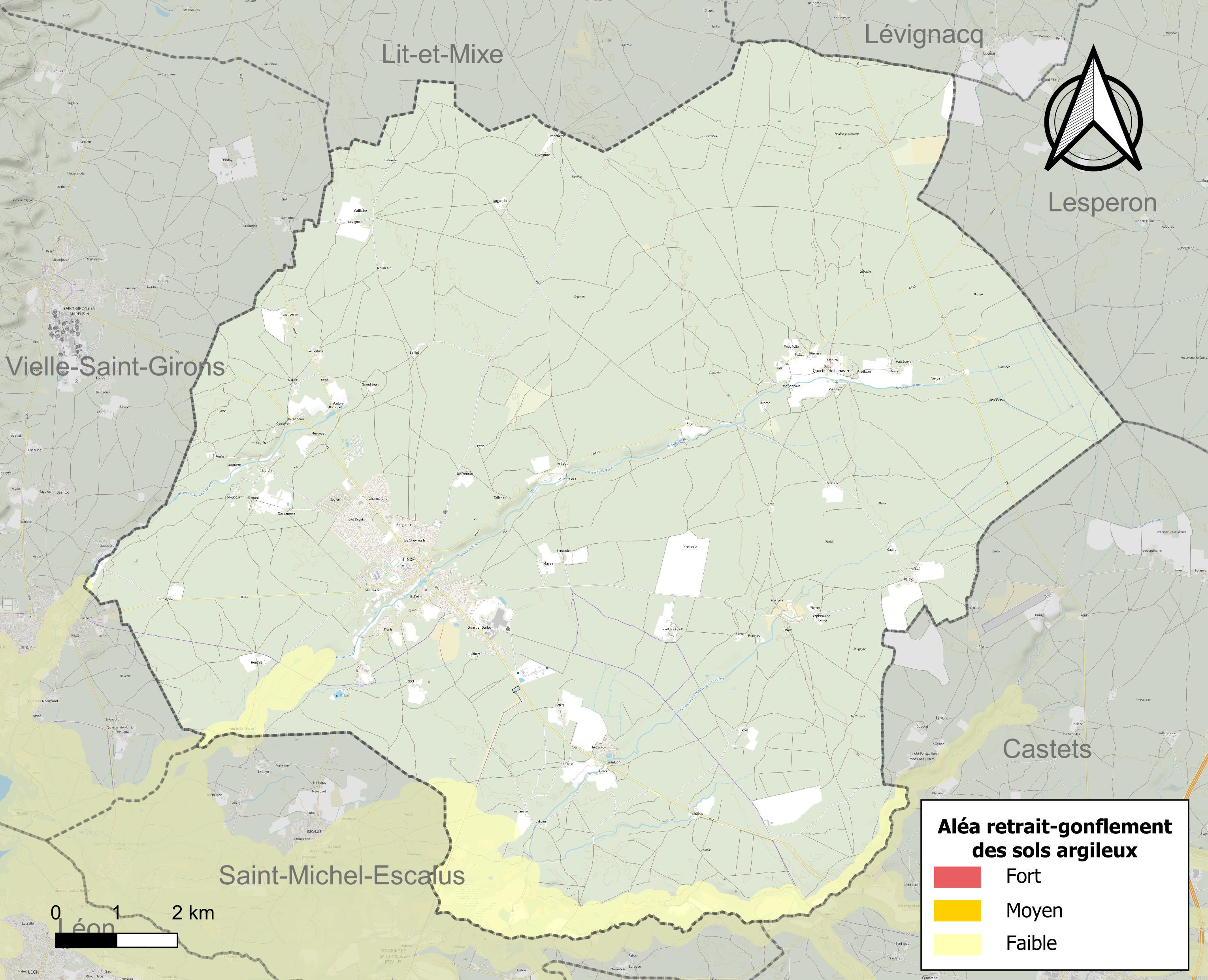
Carte des zones d'aléa retrait-gonflement des sols argileux de Linxe.

Le retrait-gonflement des sols argileux est susceptible d'engendrer des dommages importants aux bâtiments en cas d’alternance de périodes de sécheresse et de pluie. Aucune partie du territoire de la commune n'est en aléa moyen ou fort (19,2 % au niveau départemental et 48,5 % au niveau national). Sur les 833 bâtiments dénombrés sur la commune en 2019,  aucun n'est en aléa moyen ou fort, à comparer aux 17 % au niveau départemental et 54 % au niveau national. Une cartographie de l'exposition du territoire national au retrait gonflement des sols argileux est disponible sur le site du BRGM,.
La commune a été reconnue en état de catastrophe naturelle au titre des dommages causés par les inondations et coulées de boue survenues en 1999 et 2009 et par des mouvements de terrain en 1999

#### Risques technologiques
Le risque de transport de matières dangereuses sur la commune est lié à sa traversée par une ou des infrastructures routières ou ferroviaires importantes ou la présence d'une canalisation de transport d'hydrocarbures. Un accident se produisant sur de telles infrastructures est susceptible d’avoir des effets graves sur les biens, les personnes ou l'environnement, selon la nature du matériau transporté. Des dispositions d’urbanisme peuvent être préconisées en conséquence.

## Toponymie
« Linxe » viendrait du latin lintea (terra) : endroit où pousse le lin.

## Histoire
L’église Saint-Martin de Linxe est mentionnée au XIIe siècle (Sanctus Martinus de Linsa). Elle fut fortifiée pendant la Guerre de Cent Ans.

## Politique et administration
| Période                                  | Période  | Identité          | Étiquette | Qualité  |
| ---------------------------------------- | -------- | ----------------- | --------- | -------- |
| mars 2001                                | 2008     | Jean-Marie Bergez | PS        |          |
| mars 2008                                | 2020     | Albert Tonneau    | PS        | Retraité |
| mai 2020                                 | En cours | Thierry Galléa    |           |          |
| Les données manquantes sont à compléter. |          |                   |           |          |

## Démographie
| 1793 | 1800 | 1806 | 1821 | 1831  | 1836  | 1841  | 1846  | 1851  |
| ---- | ---- | ---- | ---- | ----- | ----- | ----- | ----- | ----- |
| 774  | 717  | 650  | 868  | 1 021 | 1 050 | 1 074 | 1 133 | 1 165 |

| 1856  | 1861  | 1866  | 1872  | 1876  | 1881  | 1886  | 1891  | 1896  |
| ----- | ----- | ----- | ----- | ----- | ----- | ----- | ----- | ----- |
| 1 245 | 1 289 | 1 446 | 1 502 | 1 458 | 1 302 | 1 329 | 1 363 | 1 306 |

| 1901  | 1906  | 1911  | 1921  | 1926  | 1931  | 1936  | 1946  | 1954  |
| ----- | ----- | ----- | ----- | ----- | ----- | ----- | ----- | ----- |
| 1 310 | 1 272 | 1 255 | 1 147 | 1 143 | 1 151 | 1 130 | 1 075 | 1 037 |

| 1962  | 1968  | 1975  | 1982 | 1990 | 1999  | 2005  | 2006  | 2010  |
| ----- | ----- | ----- | ---- | ---- | ----- | ----- | ----- | ----- |
| 1 065 | 1 090 | 1 042 | 962  | 980  | 1 056 | 1 142 | 1 165 | 1 275 |

| 2015  | 2020  | 2022  | - | - | - | - | - | - |
| ----- | ----- | ----- | - | - | - | - | - | - |
| 1 438 | 1 513 | 1 550 | - | - | - | - | - | - |

## Économie
La superficie agricole utilisée (238 ha) ne représente que 2,9 %  (dont 139 ha de maïs). La couverture en pins est de 88 %.
Le traitement et la transformation du bois fournissent la plupart des emplois. L’usine Darbo (fabrication de panneaux à base de particules de bois) est gérée par le groupe Gramax Capital AG  qui est un groupe suisse. L'usine a déposé son bilan en 2017.
Le tourisme a aussi une place importante dans l’économie locale (campings, commerces) générant surtout des emplois saisonniers.

## Lieux et monuments

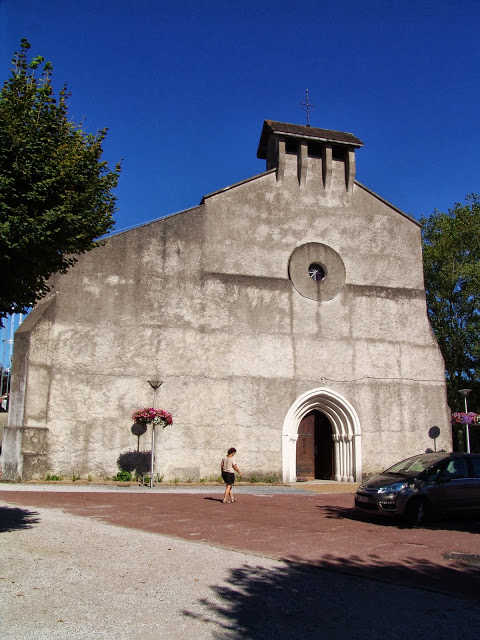
L’église Saint-Martin (Linxe).

- Airials dans les pins et, tout particulièrement, l'airial de "Jean de Linxe" entouré de chênes centenaires.
- Église Saint-Martin de Linxe.

## Vie locale

### Associations
Association musicale : Musicalinxe ; Peña taurine : Pueblo Afición ; associations sportives regroupées au sein du Racing Club Linxois omnisports ; Vétérans du R.C.L. : Les Abeilles Linxoises ; Amicale des Retraités ; Association Communale de Chasse Agréée ; Association de Parents d’Élèves ; Sapeurs Pompiers Volontaires ; Office de Tourisme Landes Bruyères ; Yoga ; Maison des Jeunes.

### Équipements sportifs
Linxe possède des équipements sportifs : courts de tennis, stade de rugby, salle polyvalente inaugurée en 2002, skatepark et city stade.

### Commerces
Maison de la presse ; deux boulangers dont un artisan chocolatier ; un supermarché depuis mars 2008. Marché sur la place de l'Église deux fois par semaine, le mardi et le vendredi.

### Culture

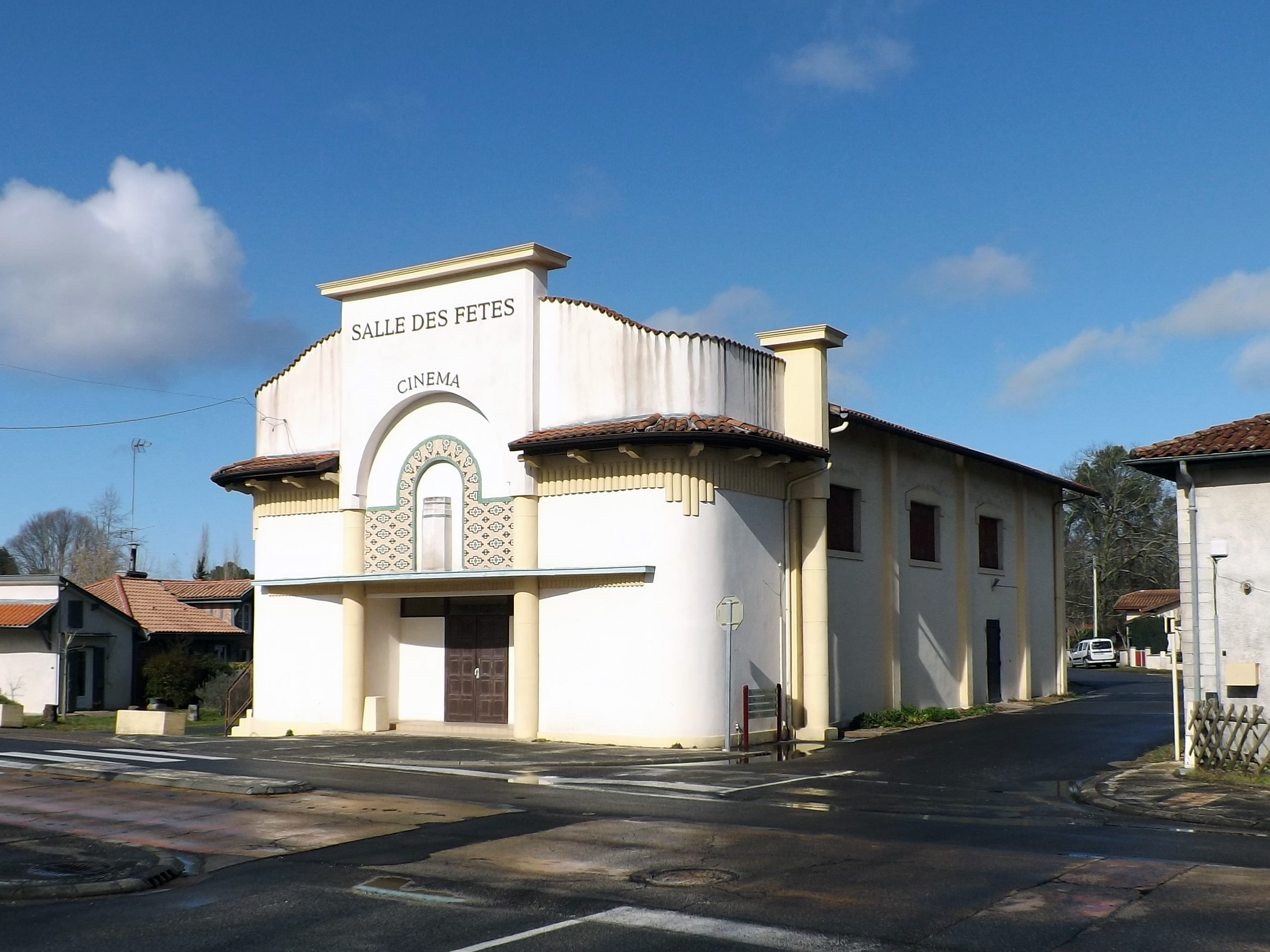
La salle des fêtes municipale.

La commune de Linxe possède une salle des fêtes qui accueille un cinéma. Elle dispose également d’une bibliothèque/médiathèque municipale.

### Enseignement
Classes primaires dans le village.
Un collège ouvert en septembre 2004.

### Cultes
Lieu de culte catholique avec messe chaque dimanche.

## Personnalités liées à la commune
- François-Marie-Charles Boulart (1828-1891), industriel et homme politique né à Linxe.
- Alfred Fragues (1856 - 1910), supérieur des lazaristes de Lisbonne ; confesseur d’Amélie d’Orléans reine de Portugal[30],[31] ; tué le jour de la proclamation de la République portugaise.
- Jean Eugène Charles, gouverneur général d'Indochine par intérim de mai 1916 à janvier 1917, Résident supérieur de 1913 à 1920, précepteur de l'empereur Bảo Đại.
- Christian Duvignacq, né le 14 août 1946 à Linxe. Joueur de rugby à XV. Finaliste du championnat de France de rugby à XV en 1969 avec le Stade toulousain. Troisième ligne aile (1,82 m, 86 kg).
- Gaëtan Robert